# Domenico Michele
Domenico Michele est le 35e doge de Venise élu en 1117. Il serait le fils de l'amiral Giovanni (commandant de la flotte vénitienne en Terre sainte pendant la première croisade et petit-fils du 33e doge Vital Ier Michele). La famille Michiel est une des douze familles dites familles apostoliques, qui fondèrent la ville de Venise.

## Biographie
Domenico Michiel est né dans la seconde moitié du XIe siècle vraisemblablement à Venise.
Il serait le fils de Giovanni, commandant de la flotte vénitienne envoyée en Terre Sainte en 1100, et le neveu du Doge Vitale (I). Il aurait eu pour épouse une certaine Vita (dont nous ne connaissons l'existence que grâce à le témoignage d’Andrea Dandolo), une fille, Adelasa (qui épouse Pietro Polani, le successeur de Domenico), et un fils, Leachim (dont le prénom est une anagramme presque parfaite du patronyme Michel), disparu avant 1151, laissant derrière lui une importante lignée.
Domenico Michiel aurait participé à la campagne entreprise en 1116 par le Doge Ordelaffo Falierio pour libérer la Dalmatie de la domination hongroise. Il y aurait reçu des honneurs par le Doge Faliero.

### Dogat
À la mort de ce dernier, il est élu 35e Doge de Venise. Ignorant ce qui avait été établi précédemment pour éviter la corégence et la transmission héréditaire des charges, un des premiers édits de Domenico Michele impose la nomination de son fils et de son petit-fils comme Venetie Presìdes, c'est-à-dire plénipotentiaires du gouvernement pour les affaires économiques et politiques pendant l'absence du doge, rétablissant ainsi un pouvoir absolu.

#### La trêve avec les Hongrois
Domenico Michiel prend le relais du Doge Faliero vers 1116 ou 1117, lorsque ce dernier périt au cours des combats. Contrairement à son prédécesseur, il s’empresse tout d’abord de conclure la guerre, qui avait atteint ses objectifs. Grâce à son action diplomatique, il réussit à conclure une trêve et à s'emparer de Zadar, des grandes îles de Kvarner et, peut-être, d'autres villes. C’est pour cette raison qu’il réussit à conserver le titre de Duc de Croatie que portait également son prédécesseur.

#### Soutien aux croisés et premières frictions avec les Byzantins
Il se tourne plus tard vers la Terre Sainte, acceptant les appels du Roi de Jérusalem Baudouin II, du Patriarche Gormond de Picquigny et du Pape Calixte II. En effet, en 1117, les musulmans avaient vaincu l'armée de la Principauté d'Antioche, menaçant l'intégrité des conquêtes croisées. Domenico Michiel souhaite plus que tout renforcer la puissance commerciale vénitienne dans la région, encore peu présente par rapport à ses deux rivales Pise et Gênes.
Cependant, le Doge préfère d'abord éclaircir la position du nouvel Empereur Byzantin, Jean II Comnène. Alexis I, son prédécesseur, avait en effet accordé en de grands privilèges commerciaux aux Vénitiens en 1082, mais dans les dernières années de son règne, il s'est également ouvert aux Pisans et Génois. Il envoie alors une ambassade dirigée par Andrea Michiel (qui n'aurait pas de lien de parenté, malgré son homonyme), pour obtenir le renouvellement des concessions. Mais malgré un accueil bienveillant, le souverain rejette toutes ses demandes.
En conséquence, Domenico Michiel demanda en 1120 à tous les citoyens vénitiens résidant dans l'Empire Romain d'Orient de retourner dans la lagune avant Pâques, c’est-à-dire le 10 avril 1121. Il s'assure ainsi qu'un plus grand nombre d'hommes seraient employés en Palestine pour renforcer ses alliés, et il s’évita également de fournir de potentiels otages au cas où une guerre éclaterait aussi sur le front byzantin. Il conclut un accord avec la ville de Bari en mai 1122, lui garantissant la libre navigation de sa flotte sur la mer Adriatique.

#### Expédition en Terre Sainte
En août 1122, sous pavillon de Saint-Pierre qui lui a été remis par le Pape, il part avec une flotte de 40 galères, 28 bateaux et 15 000 hommes et fait le siège de Corfou. L'expédition fut dirigée par le Doge en personne ce dernier laissant le gouvernement entre les mains de son fils Leachim.

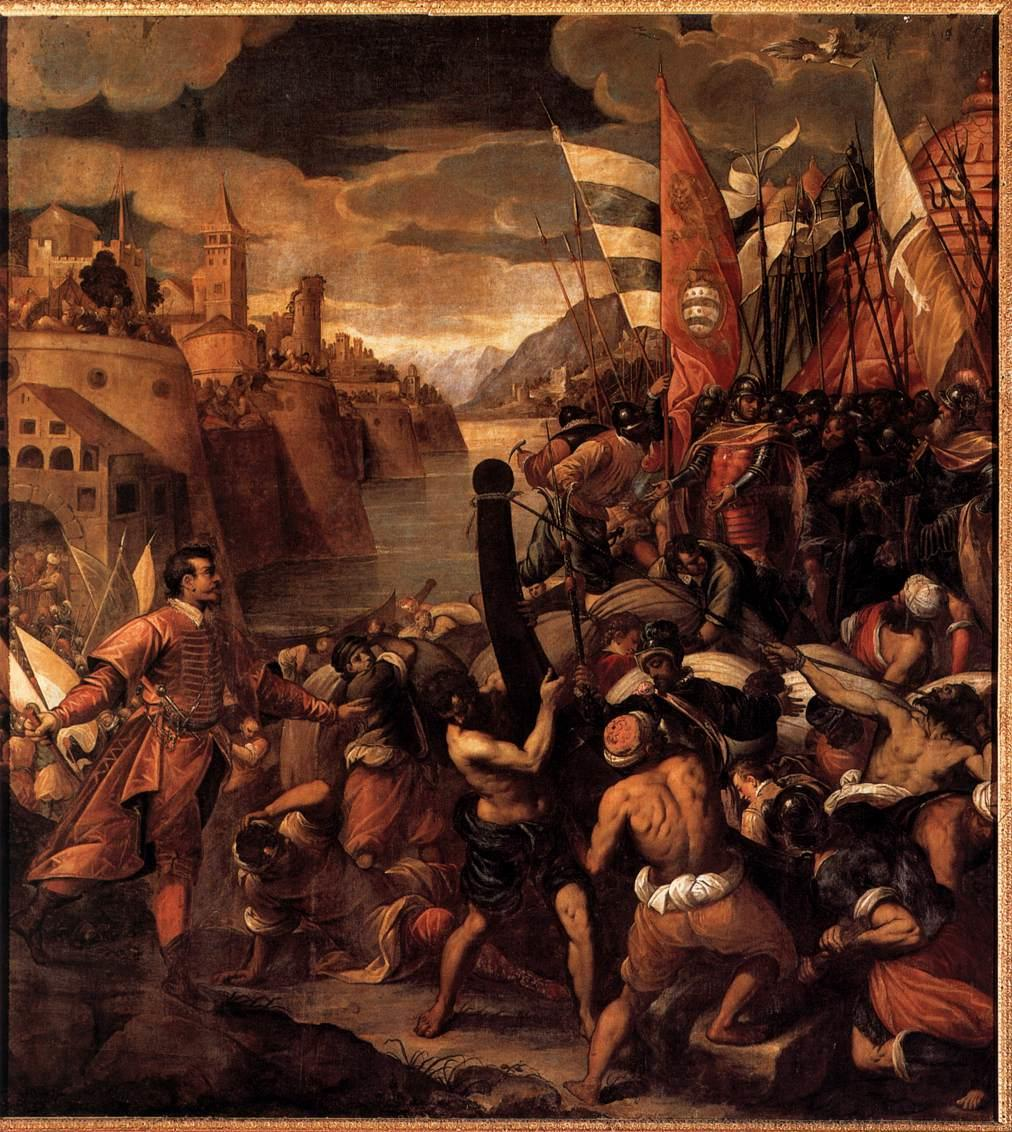
La conquête de Tyr en 1124, huile sur toile, Antonio Vassilacchi (1556–1629), vers 1590, Palais des Doges, Sala dello Scrutinio. On peut noter les armoiries de Domenico avec les micheletti

Se sentant menacé, l’empereur Byzantin décide de suspendre les privilèges Vénitiens. En réponse, la flotte vénitienne se détourne de l'île de Corfou, pour assiéger Byzance. L'attaque dure plus longtemps que prévu et est interrompue lorsque le Doge appris que le roi Baudoin II de Jérusalem est prisonnier des Sarrasins. La flotte reprend alors sa route vers la Terre Sainte et le 30 mai 1123. Dans la mer d’Ascalon, elle prend en deux et détruit la flotte égyptienne fatimide, pourtant plus nombreuse, envoyée pour aider les troupes sarrasines assiégeant Jaffa. Une fois débarqué, les Vénitiens rejoignent les croisés et libèrent la ville.
Les croisés et les Vénitiens commencent alors à discuter de la poursuite des opérations. Les premiers auraient préféré attaquer Ascalon, près de la frontière avec l'Égypte, mais les autres jugent la conquête de Tyr plus stratégique, étant un port de commerce situé au départ des routes commerciales vers le Golfe Persique. Selon les rapports de Guillaume de Tyr, il est décidé de tirer au sort, ce qui favorise le choix du Doge. Fin 1123, Domenico Michiel s'installe à Jérusalem, et après avoir assisté à la célébration de Noël, il proclame le Pactum Warmundi avec le Patriarche Gormond, le prélat, qui remplace le roi Baudouin encore prisonnier. Ce pacte attribue aux Vénitiens un quartier dans chaque ville du Royaume, des réductions et exonérations d'impôts, le droit d'utiliser leurs propres poids et mesures et de juger leurs citoyens. Ces privilèges sont également étendus à la Principauté d’Antioche. De plus, en cas de victoire, le pacte prévoit de leur accorder un tiers des villes de Tyr et d'Ascalon ainsi que leurs territoires respectifs. Enfin, le Patriarche et les barons du Royaume s'engagent à faire confirmer le pacte par le Roi Baudoin, une fois celui-ci libéré, ce qui est le cas en 1125.
Après la signature du traité, le 15 février 1124, la flotte vénitienne lève l’ancre depuis Acre et commence à assiéger Tyr. Les musulmans se rendent en juillet, en échange de leur vie. Le succès provoque une grande liesse chez les chrétiens. Selon certaines sources, certains barons doutant alors du retour de Baudouin, auraient offert à Domenico Michiel la couronne du Royaume.

Armes de Domenico Michiel, à la suite de sa campagne militaire en Terre-Sainte. On note les 21 besants d'or, symbolisant les "micheletti", pièce de cuir bouilli qu'il donna à ses troupes avec la promesse de les échanger contre de l'or 21 carats une fois de retour à Venise. A noter qu'en terme Héraldique, apposer des pièces de métal sur de l'argent, qui est aussi un métal, constitue une "faute héraldique", appelée aussi armes à enquerre.

Cela serait durant cette campagne que le Doge, quand, l'argent venant à manquer, fait battre des monnaies de cuir bouilli surnommées « Micheletti », ayant cours dans le camp et échangeables plus tard à Venise. En mémoire de cet acte, son écu est chargé de 21 besants d’or, et devient les armes principales de la famille Micheli jusqu'à aujourd'hui. Ces armoiries sont visibles sur de nombreux édifices de Venise, ainsi que différentes salles et peintures du Palais des Doges.

#### Guerre contre Byzance, et défaite des Hongrois.
Le Doge peut enfin faire voile vers Venise. Mais sur le chemin du retour, après avoir passé l'Anatolie, les troupes débarquent à Rhodes afin de reprendre la guerre contre les Grecs de l’empire Byzantin. Utilisant le refus de ces derniers de ravitailler leurs navires en casus belli, ils saccagent la capitale puis se dirigent vers la mer Egée où ils attaquèrent Chios, Samos, Lesbos et Andros. Ils se déplacent ensuite vers les côtes du Péloponnèse et mettent Modone à feu et à sang. Puis il retournent enfin en direction de leur patrie.
Cependant, la trêve avec les Hongrois est rompue entre-temps, ces derniers ayant envahi la Dalmatie. L'armée de Domenico Michiel en profite alors pour se diriger vers cette région et libère Trogir et Split, puis ravagent Belgrade, la capitale Hongroise. La victoire est célébrée à Zadar, et le Te Deum est entonné.

#### Retour à Venise
La flotte revient dans la lagune de Venise en juin 1125, ramenant avec elle un butin hors norme et de nombreux otages.
Les opérations contre les Byzantins se poursuivent en 1126, et une nouvelle armée part attaquer les îles Ioniennes et de Céphalonie. Cette nouvelle défaite contraint l'Empereur Jean II à s'entendre avec les Vénitiens et, à l'été, une nouvelle mission diplomatique à Constantinople convainc l'empereur de renouveler les privilèges accordés par Alexis Ier, les élargissant en outre avec l'exonération de la taxe comerclum. Cependant, des obligations son aussi probablement prévues du côté vénitien même si la partie relative du traité ne nous est pas parvenue. Cela expliquerait pourquoi, comme le rapporte Andrea Dandolo, qu’en 1127, le Doge ait envoyé des navires pour protéger les voyageurs dans la mer Méditerranée.
À Venise, Domenico Michiel s'occupe alors au rétablissement de l'ordre dans la ville en raison du développement de la délinquance : il interdit le travestissement et l'utilisation de barbes postiches « à la grecque », et il fait illuminer, à la charge des usagers, toutes les ruelles afin de limiter les méfaits, la nuit tombée.

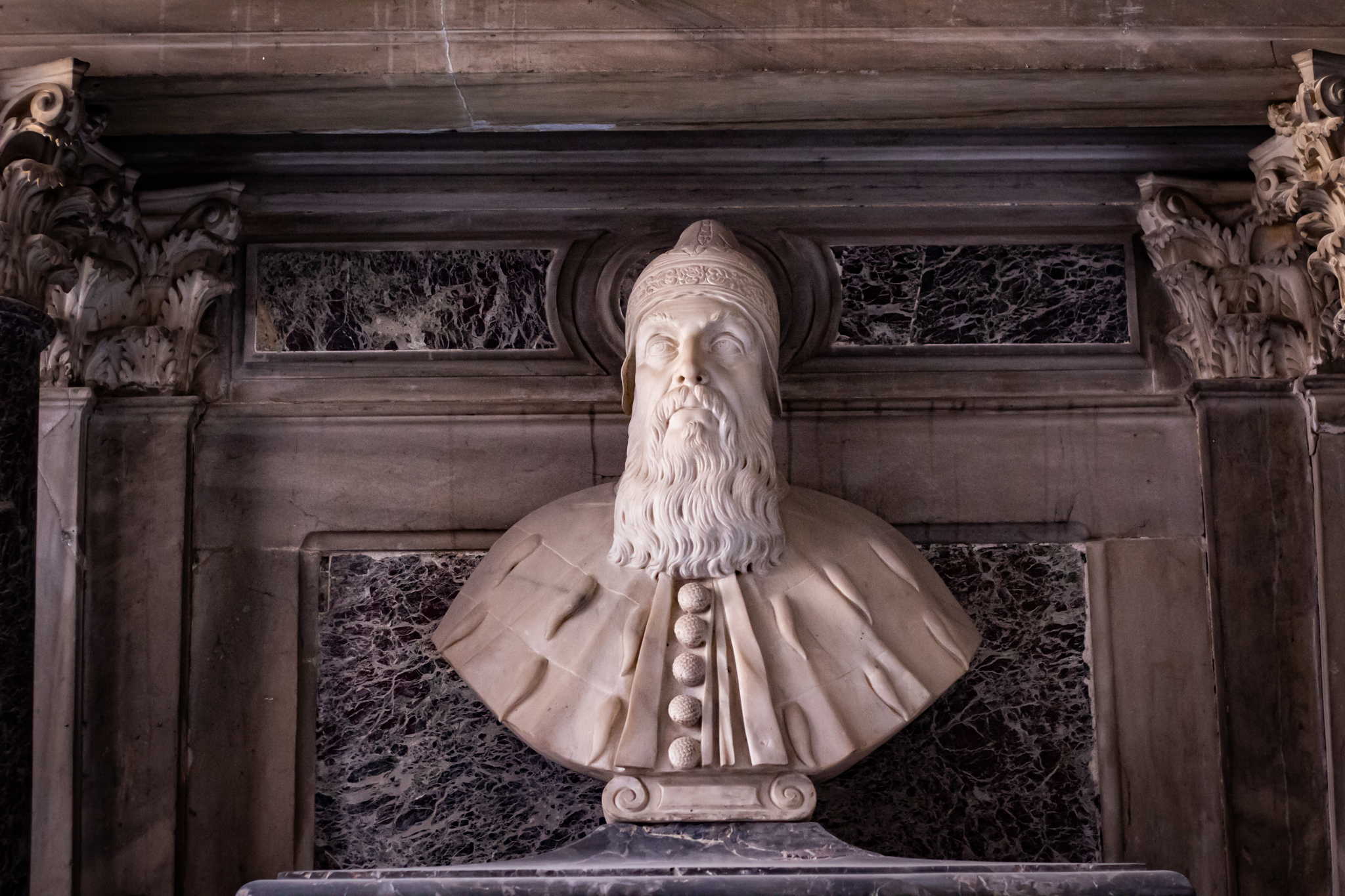
Buste de Domenico Michele, visible sur sa tombe en la Basilique San Giorgio Maggiore, à Venise

### Abdication et décès

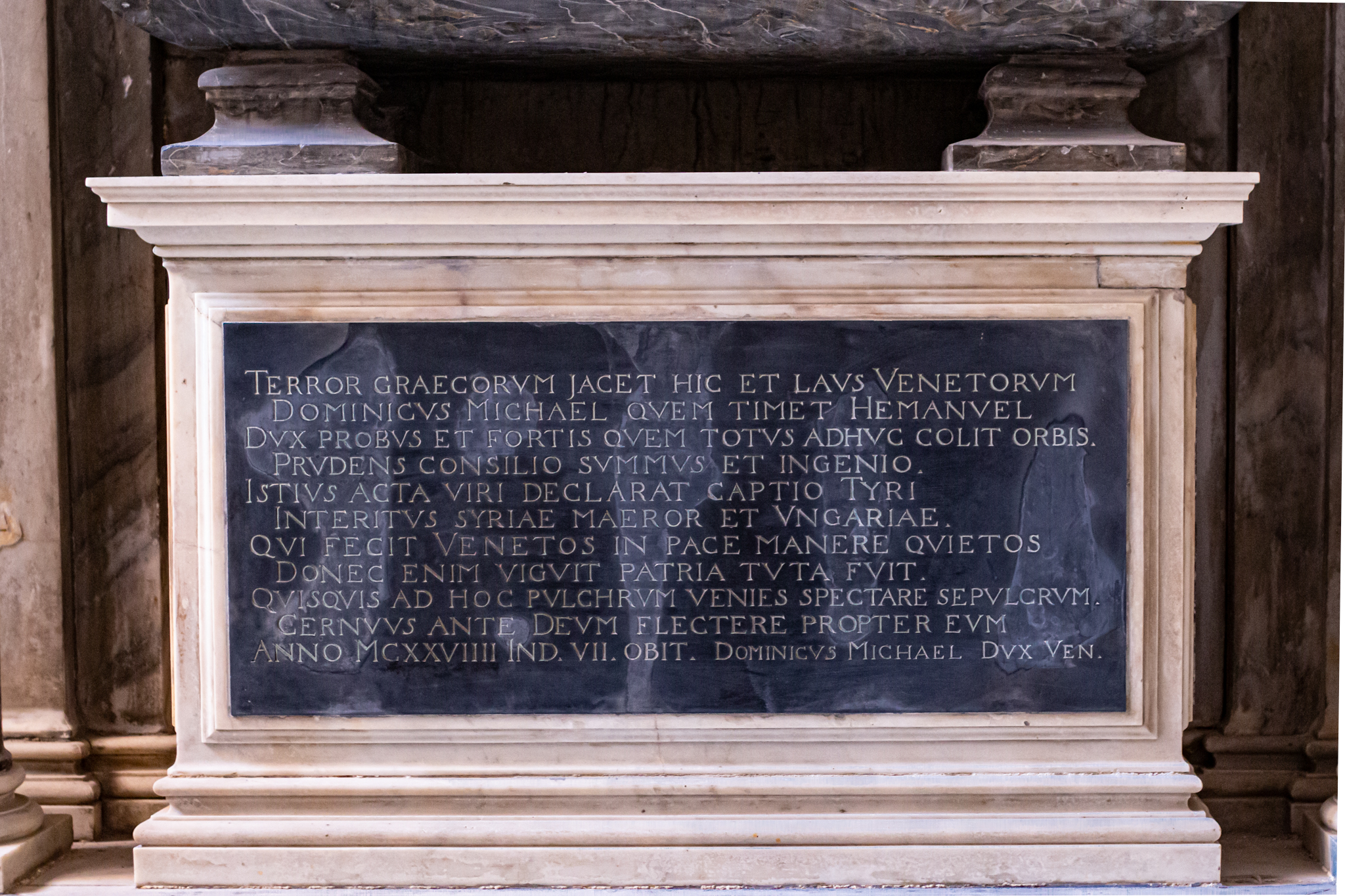
Epitaphe de Domenico Michiel, gravée sur un bloc de marbre noir, sur sa tombe, en la Basilique San Giorgio Maggiore, Venise.

Le Doge abdique en 1129. Il meurt peu de temps après; sa dépouille est, dans un premier temps, déposé à San Giorgio, puis dispersée quand les frères décident d'agrandir l'église.[réf. nécessaire]
Une nouvelle tombe fut dressée au XVIe siècle, lors de l'élévation de la Basilique San Giorgio Maggiore. Sur cette tombe, nous pouvons lire l'épitaphe suivante, gravée dans un bloc de marbre noir :

« TERROR GRAECORVM JACET HIC ET LAVS VENETORVM
DOMINICVS MICHAEL QUEM TIMET HEMANVEL
DVX PROBVS ET FORTIS QUEM TOTVS ADHVC COLIT ORBIS.
PRVDENS CONSILIO SVMMVS ET INGENIO.
ISTIVS ACTA VIRI DECLARAT CAPTIO TYRI
INTERITVS SYRIAE MAEROR ET VNGARIAE.
QVI FECIT VENETOS IN PACE MANERE QVIETOS
DONEC ENIM VIGVIT PATRIA TVTA FVIT.
QVISQVIS AD HOC PULCHRUM VENIES SPECTARE SEPVLCRVM.
CERNVVS ANTE DEVM FLECTERE PROPTER EVM
ANNO MCXXVIIII IND. VII. OBIT. DOMINICUS MICHAEL DUX VEN. »

— Tombe de Domenico Michiel, Basilique San Giorgio Maggiore, Venise.

## Sources
- (it) Cet article est partiellement ou en totalité issu de l’article de Wikipédia en italien intitulé « Domenico Michiel » (voir la liste des auteurs).

- (en) Cet article est partiellement ou en totalité issu de l’article de Wikipédia en anglais intitulé « Domenico Michele » (voir la liste des auteurs).

- Dizionario Biografico degli Italiani (œuvre écrite), 1960, [lire en ligne]., Domenico Michiel